# Taiz
Taiz ili Taizz (arap. تعز) je grad na jemenskoj visoravni, udaljen oko sat vremena vožnje od čuvene luke Mokka na obalama Crvenog mora.
On je upravno središte istoimene muhafaze Taiz koja ima 2,402.569 stanovnika. U gradu je od 130. do 1940. godine postojala velika židovska četvrt u kojoj su rođeni mnogi poznati kabalistički svećenici.
Grad leži na oko 1400 metara nadmorske visine, u podnožju visoke (3006 m) Planine strpljivosti (Džabal al-Saber).
Grad ima mnogo starih i lijepih četvrti, s kućama koje su obično građene od smeđe cigle, i mošejama koje su obično od bijele cigle. Najpoznatije od gradskih džamija su; Ashrafija, Muktabija i Mudhafar. Nad cijelim gradom dominira Stari kaštel s guvernerovom palačom koji leži na vrhu brijega od 450 m. koji dominira nad središtem grada.
Taiz je cestovno raskrižje Sjevernog Jemena, zbog toga je dobro prometno povezan s ostatkom zemlje. Grad ima međunarodnu zračnu luku (engl. Ta'izz International Airport).
Taiz i njegova okolica na visoravni, za razliku od niskog primorja ima dosta kiše, tako da se njegovo gospodarstvo uglavnom temelji na poljoprivredi. Taiz je poznat po uzgoju odlične kave, i opojnog etipskog čaja Kat, voća i povrća. 
U samom gradu Taizu razvijeno je tradicijsko obrtništvo, tkanje i obrada pamuka, štavljenje i obrada kože, te izrada nakita. Sir iz Taiza je vrlo poznat po cijelom Jemenu.
U gradu djeluje muslimanska medresa koja danas ima status Sveučilišta.

## Povijest
Grad je se prvi put spominje u pisanim izvorima u 12. st., kada je Turan-šah, brat Saladina, stigao u Jemen 1173. godine i 
donio odluku da se utvrdi grad Taiz. Drugi vladar iz dinastije Rasulidi - Almadhafar, proglasio je 1288. godine Taiz drugim glavnim gradom kraljevine, pored Zabida. Slavni arapski putopisac Ibn Batuta posjetio je grad Taiz u 14. st. te ga opisao kao jedan od najljepših gradova u Jemenu.
Godine 1546. grad su osvojili Turci. Sve do 1948. godine, Taiz je imao izgled srednjovjekovnog grada, jer je izgradnja bila ograničena na prostor unutar gradskih zidina. Tek tad je imam Ahmed dopustio izgradnju kuća izvan gradskih bedema.
Današnji Taiz je jedno od najvažnijih gospodarskih središta Jemena.
- 1175: Taiz je postao glavni grad Ajubidske dinastije.
- 1500-ih: Glavni grad je preseljen u Sanu u vrijeme dinastije Taharida.
- 1516: Taiz je podpao pod vlast osmanskog carstva.
- 1918: Otomansko carstvo se raspalo nakon poraza u Prvom 
svjetskom ratu. Taiz je postao dijelom neovisnog Jemena.
- 1948: Taiz je postao upravno središte Jemena, i sjedište imama.
- 1962: Državna uprava vratila se u Sanu.
- 1960-ih: Prvi suvremeni vodovod s pročistačima u cijelom Jemenu, pušten je u rad u Taizu.

## Klima
Vrijeme u Taizu je ugodno lijepo tijekom cijele godine. Prosječna dnevna temperatura tijekom listopada je 32 °C. Prosječna godišnja količina oborina dosiže do 760 mm, što je u usporedbi s jemenskim primorjem pravo bogatstvo.

## Vanjske poveznice
Sestrinski projekti
|  | Zajednički poslužitelj ima stranicu o temi Taiz    |
|  | Zajednički poslužitelj ima još gradiva o temi Taiz |